# Accident ferroviaire de la ligne Hachikō
L'accident ferroviaire de la ligne Hachikō (八高線列車脱線転覆事故, Hachikō-sen ressha dassen tenpuku jiko) est un accident ferroviaire qui eut lieu le 25 février 1947 sur la ligne Hachikō au Japon.

## Historique
Le déraillement a eu lieu entre les gares de Komagawa et Higashi-Hannō, dans la préfecture de Saitama (Kantō). C'est le pire accident ferroviaire sur le sol japonais depuis la Seconde Guerre mondiale. 184 passagers ont été tués et 495 ont été blessés. Il a été déterminé que le déraillement a été causé par une vitesse excessive du train.

## Accidents similaires
Cette liste résume, par ordre chronologique, les principaux accidents ferroviaires similaires, causés par une vitesse excessive dans une courbe de la voie.
- Accident ferroviaire de Salisbury (en), le 1er juillet 1906 à Salisbury (Wiltshire, Angleterre) - 28 morts.
- Accident de métro de Malbone Street (en), le 1er novembre 1918 à Brooklyn (New York) - 98 morts.
- Accident ferroviaire de Camp Mountain (en), le 5 mai 1947 à Camp Mountain (en) (Queensland) - 16 morts.
- Accident ferroviaire de Sutton Coldfield (en), le 23 janvier 1955 à Sutton Coldfield (Birmingham, Angleterre) - 17 morts.
- accidents ferroviaires de Morpeth (en), les 25 mars 1877, 7 mai 1969, 24 juin 1984, 13 novembre 1992 et 27 juin 1994 à Morpeth (Northumberland, Angleterre) - 5, 6, 0, 1 et 0 morts.
- Accident ferroviaire de Eltham (en), le 11 juin 1972 à Eltham (Greenwich, Grand Londres) - 6 morts
- Accident ferroviaire de Brühl (en), le 6 février 2000 à Brühl (Rhénanie-du-Nord-Westphalie) - 9 morts
- Accident de métro de Notre-Dame-de-Lorette, le 30 août 2000 à Paris - 0 morts et 24 blessés.
- Accident ferroviaire de Waterfall (en), le 31 janvier 2003 à Waterfall (en) (Nouvelle-Galles du Sud) - 7 morts.
- Accident ferroviaire de Berajondo (en), le 15 novembre 2004 à Berajondo (Queensland) - 0 mort et 157 blessés.
- Accident de métro de Valence, le 3 juillet 2006 à Valence (province de Valence) - 41 morts.
- Accident ferroviaire de Saint-Jacques-de-Compostelle, le 24 juillet 2013 à Saint-Jacques-de-Compostelle (Galice) - 78 morts.